# ماركوس ليديسما
ماركوس ليديسما (بالإسبانية: Marcos Ignacio Ledesma)‏ هو لاعب كرة قدم أرجنتيني في مركز حراسة المرمى، ولد في 15 سبتمبر 1996 في ريو كوارتو في الأرجنتين. لعب مع كيلمس.

## وصلات خارجية
- ماركوس ليديسما على موقع قاعدة بيانات كرة القدم.إي يو (الإنجليزية)
- ماركوس ليديسما على موقع Soccerway.com (الإنجليزية)